# Трговина људима у Румунији
Румунија је земља порекла жртава трговине људима, транзита земља и крајња одредишна тачка за мушкарце, жене и децу који су били изложени трговини људима, посебно условима принудног рада и жена и деце у принудној проституцији.
Роми су подвргнути условима присилног рада од стране банди, укључујући присилно просјачење, у Шпанији, Италији, Чешкој Републици, Грчкој, Финској, Португалу, Немачкој, Уједињеном Краљевству, Ирској, Кипру, Аустралији, Аргентини, Француској и Сједињеним Државама. Многе жртве трговине људима у Румунији су Роми.
Жене и деца из Румуније жртве су принудне проституције у Италији, Шпанији, Холандији, Уједињеном Краљевству, Ирској, Грчкој, Немачкој, Кипру, Аустрији и Француској.
Људима се тргује унутар земље ради сексуалне експлоатације и присилног рада, укључујући присилно просјачење и ситне крађе. У 2009. години, већина идентификованих жртава трговине људима у земљи биле су жртве принудног рада. Румунија је била одредишна земља за мали број жена из Молдавије, Колумбије и Француске које су биле присиљене на проституцију. Већина идентификованих румунских жртава биле су жртве принудног рада, укључујући и присилно просјачење.
Од 2016. до 2019. године, органи Румуније су идентификовали 2.613 жртава трговине људима (у просеку скоро 18 људи недељно); 75% су биле жене, а 50% деца.
Индекс организованог криминала је 2021. године навео да је Румунија једна од првих 5 земаља у ЕУ по питању трговине људима, при чему је већина људи пресељена из Пакистана и Филипина.
Земља је ратификовала Протокол за спречавање, сузбијање и кажњавање трговине људима, посебно женама и децом из 2000. у децембру 2022.